# Замок Остерштайн (Гера)
Замок Остерштайн (нім. Schloss Osterstein) — резиденція князів Ройсс на горі Гайнберг над районом Унтермхаус міста Гера. Під час Другої світової війни замок був зруйнований в результаті повітряного нальоту.

## Історія та опис
Замок Остерштайн розташований в районі Унтермхаус (нім. Untermhaus міста Гера, на горі Гайнберг (нім. Hainberg — був резиденцією молодшої лінії аристократичного роду Ройсс. Укріплений житловий будинок стояв на цьому місці з XII/XIII століть, а фрагмент замку, що відноситься до середини XIII століття, можливо, зберігся. Дискусійним є питання про те, як використовувався замок в той період: традиційна точка зору полягає в тому, що правителі регіону проживали в старому місті Гери, а Остерштайн використовувався як додаткова резиденція; в 2012 році Крістіна Мюллер вперше висловила іншу точку зору. У 1550 перервалася лінія старих лордів Гери і область навколо міста перейшла до управління представниками дому Ройсс. У 1560-х роках замок Остерштайн був перебудований в ренесансному стилі, а в 1581 році віттенберзький професор Петрус Альбінус (1543—1598) вперше згадав назву «Остерштайн». З 1863 року Остерштайн став резиденцією роду Ройсс (Рейсс): так, 1 березня 1908 року в замку був укладений шлюб між болгарським царем Фердинандом I і Елеонорою Рейсс-Кьострицькою; тут пройшла тільки протестантська церемонія, оскільки двома днями раніше пара вже уклала шлюб по католицькому канону. Під час Першої світової війни, 24 квітня 1917 року, в Остерштайні відбулося останнє княже весілля.
Після падіння монархії в Німецькій імперії, в 1918 році, князівська родина Ройсс використовувала замок в якості своєї резиденції до 1945 року. Під час наймасштабнішого бомбардування Гери, 6 квітня 1945 року, замок був значно зруйнований і згорів повністю . Руїни безлічі будівель навколо замку не відновлювались: відновлений був тільки бергфрід, який отримав свій нинішній конічний купол. В рамках проекту з відновлення НДР («NAW»), залишки замку були остаточно знищені 9 грудня 1962 року: станом на початок XXI століття від замку зберігся бергфрід, «вовчий міст» 1857, а також руїни декількох господарських будівель. У замку був відкритий ресторан «Terrassencafé Osterstein», популярний серед місцевих жителів і туристів як оглядовий майданчик.